# Sốt phát ban
Sốt phát ban (tên tiếng Anh là: roseola có nghĩa là ban màu hồng) là một loại bệnh với các triệu chứng thường là sốt và nổi những vết nổi lên sau cơn sốt của bệnh và có màu hồng, kèm theo mệt mỏi, ngứa ngáy, sau cơn sốt kéo dài 2, 3 ngày, thân người bệnh sẽ nổi ban. Đối với người Việt Nam, những vết nổi trên toàn thân nào cũng được gọi là "ban" khiến nhiều lúc khó phân biệt những bệnh có triệu chứng này. Bệnh sốt phát ban thường được nhầm lẫn nhiều nhất với bệnh sởi, một bệnh nặng hơn nhiều.

## Sốt phát ban Rubella
Là loại sốt phát ban do siêu vi trùng Rubella (hay còn gọi là sởi Đức) gây ra. Thông thường, thời gian ủ bệnh, tức từ lúc tiếp xúc với siêu vi gây bệnh cho tới lúc có triệu chứng là 1 tới 2 tuần.

## Triệu chứng
Triệu chứng gồm có:
- Sốt: Thường cơn sốt đến bất thình lình và cao, hơn 103 độ F (39,5 độ C). Người bệnh có thể bị đau cổ họng nhẹ hoặc hơi sổ mũi. Ngoài ra, cũng có thể bị sưng hạch ở cổ. Cơn sốt thường kéo dài từ 3 tới 7 ngày.
- Nổi đỏ (hay nổi ban): Sau khi hết sốt, người bệnh thường bị nổi đỏ. Ban đỏ này thường gồm những điểm hay những mảng nhỏ màu hồng. Những vết này thường phẳng nhưng cũng có thể hơi nổi cộm. Chung quanh những vết này có thể có một quầng trắng. Ban thường nổi lên ở ngực, sau lưng, bụng và sau đó lan tới cổ và cánh tay, có thể lan tới chân và mặt. Ban thường không ngứa hay làm khó chịu và có thể kéo dài vài giờ tới vài ngày.
- Các triệu chứng khác gồm có mệt mỏi, khó chịu, tiêu chảy nhẹ, kém ăn, mí mắt sưng…

## Nguyên nhân
Nguyên nhân thông thường nhất là siêu vi human herpes 6 (HHV6). Nhưng bệnh này cũng có thể do human herpes 7 (HHV7) gây ra. Những siêu vi này có liên hệ tới những con siêu vi gây ra bệnh lở miệng cold sore và bệnh herpes ở bộ phận sinh dục.

## Ngăn ngừa
Hiện không có thuốc chích ngừa bệnh sốt phát ban. Do đó, cách tốt nhất để trẻ không bị bệnh là tránh tiếp xúc với người bệnh. Thường thì chúng ta không cần làm gì cả, chỉ chờ cho hết bệnh. Tuy nhiên, sốt cao có thể làm cho người bệnh khó chịu, có thể cho trẻ uống thuốc acetaminophen (Tylenol) hay ibuprofen (Advil, Motrin..) để giảm bớt sốt. Không nên cho trẻ uống aspirin vì có thể làm trẻ dễ bị chứng Hội chứng Reye là một bệnh nặng. Nên cho bệnh nhân uống nhiều nước, nằm nghỉ. Cần chủ động tiêm chủng để phòng ngừa.